# Huilong (socken i Kina, Jiangsu, lat 31,61, long 120,26)
Huilong (kinesiska: 惠龙, 惠龙街道) är en socken i Kina. Den ligger i provinsen Jiangsu, i den östra delen av landet, omkring 150 kilometer öster om provinshuvudstaden Nanjing.
Genomsnittlig årsnederbörd är 1 390 millimeter. Den regnigaste månaden är juli, med i genomsnitt 250 mm nederbörd, och den torraste är januari, med 38 mm nederbörd.